# Avrainville (Vosges)
Avrainville is een gemeente in het Franse departement Vosges (regio Grand Est) en telt 99 inwoners (2009). De plaats maakt deel uit van het arrondissement Épinal.

## Geografie
De oppervlakte van Avrainville bedraagt 4,6 km², de bevolkingsdichtheid is dus 21,5 inwoners per km².
De onderstaande kaart toont de ligging van Avrainville (Vosges) met de belangrijkste infrastructuur en aangrenzende gemeenten.

## Demografie
Onderstaande figuur toont het verloop van het inwonertal (bron: INSEE-tellingen).